# Kheira Hamraoui
Pour les articles homonymes, voir Hamraoui.
Kheira Hamraoui, née le 13 janvier 1990 à Croix dans le Nord, est une footballeuse internationale française évoluant au poste de milieu de terrain à Al-Hilal.
Formée à l'OSL Leers et Clairefontaine, elle dispute une saison au FCF Hénin-Beaumont avant de rejoindre une année plus tard RC Saint-Étienne qui fusionne avec l'AS Saint-Étienne en 2009. Elle y remporte le Challenge de France (ex-Coupe de France) en 2011.
Elle rejoint ensuite le club de la capitale le Paris Saint-Germain, devenu  propriété qatari, le club joue les premiers rôles en Championnat de France (quatre fois vice-champion en 2013, 2014, 2015 et 2016) et dispute la finale de la Ligue des champions 2015. Elle rejoint alors l'Olympique lyonnais, bien que non titulaire elle y remporte deux titres de Championnat de France en 2017 et 2018 ainsi que deux titres de Ligue des Champions en 2017 et 2018. Ayant tout remporté en France, elle s'engage pour trois ans au FC Barcelone remportant deux titres de Championnat d'Espagne en 2020 et 2021 et une nouvelle Ligue des Champions en 2021.
Elle est la victime de l'affaire Hamraoui qui commence un soir de novembre 2021 lorsqu'elle tombe dans un guet-apens, où deux hommes l'agressent avec une barre de fer en frappant ses jambes. En septembre 2022, sa coéquipière et concurrente au même poste, Aminata Diallo, est mise en examen comme commanditaire présumée de cette agression.

## Biographie

### Formation et débuts en D1
Enfant, la mère de Kheira Hamraoui, Madjouba, tient une boulangerie-pâtisserie. La footballeuse se souvient en 2016 : « Petite, j'écrivais sur les murs de la boulangerie de ma mère : je veux être footballeuse professionnelle. Le monsieur qui l'a rachetée a même pris des photos avant de la refaire. Pourtant, ce n'était pas possible à l'époque ». Trois de ses quatre frères aînés ouvrent ensuite deux boulangeries à Roubaix, où la famille a toujours été installée.
La jeune Kheira découvre le football au cœur du quartier de l'Hommelet à Roubaix. D'abord refusée au sein du Sport et Culture Hommelet en tant que fille, Kheira y est finalement acceptée et l’intègre en 1999. Jouant avec ses camarades de classe de CE2 à l’école Saint-François-d’Assise, Farid Bensalem la repère, après avoir refusé son inscription quelques mois plus tôt.
Celle qui ne veut pas jouer avec les filles doit s'y résoudre à l'adolescence pour intégrer le CNFE Clairefontaine. Elle déclare en 2016 : « À 14 ans, j’ai signé à Leers pour seulement justifier mon intégration au Centre de Clairefontaine, j’y suis restée trois ans ».
Après une année, elle revient dans sa région natale et évolue au FCF Hénin-Beaumont lors de la saison 2007-2008. Kheira se souvient « L'opportunité s'est présentée l'année où les filles passaient pros, c'était parfait ». Sous les couleurs d’Hénin-Beaumont, elle marque notamment un triplé contre Saint-Étienne, retenant l'attention du président stéphanois.

### Confirmation à Saint-Étienne
Elle est alors repérée par le RC Saint-Étienne et rejoint les Amazones la saison suivante. S'éloignant de sa famille, Kheira Hamraoui doit travailler en parallèle avec un emploi à temps partiel de vendeuse. Malgré un bon parcours en Coupe de France qui voit le club atteindre les quarts de finale face à l'Olympique lyonnais (3-0), la saison 2008-2009 est en demi-teinte et voit l'équipe s'installer dans le ventre mou du championnat (7e).
Le 1er juillet 2009 est entérinée la fusion entre le RC Saint-Étienne et le club professionnel masculin de l'AS Saint-Étienne. La première saison de la section féminine de l'ASSE voit le club se rapprocher des premières places en terminant 6e du classement général.
La saison 2010-2011 voit l'AS Saint-Étienne obtenir un meilleur classement en championnat (5e). Par ailleurs, les Stéphanoises se hissent en finale du Challenge de France, remportée aux tirs-au-but face à l'une des quatre grosses équipes de D1, le Montpellier HSC (0-0, 3-2tab). C'est le premier trophée national majeur remporté par le club.

### Quatre ans au Paris SG

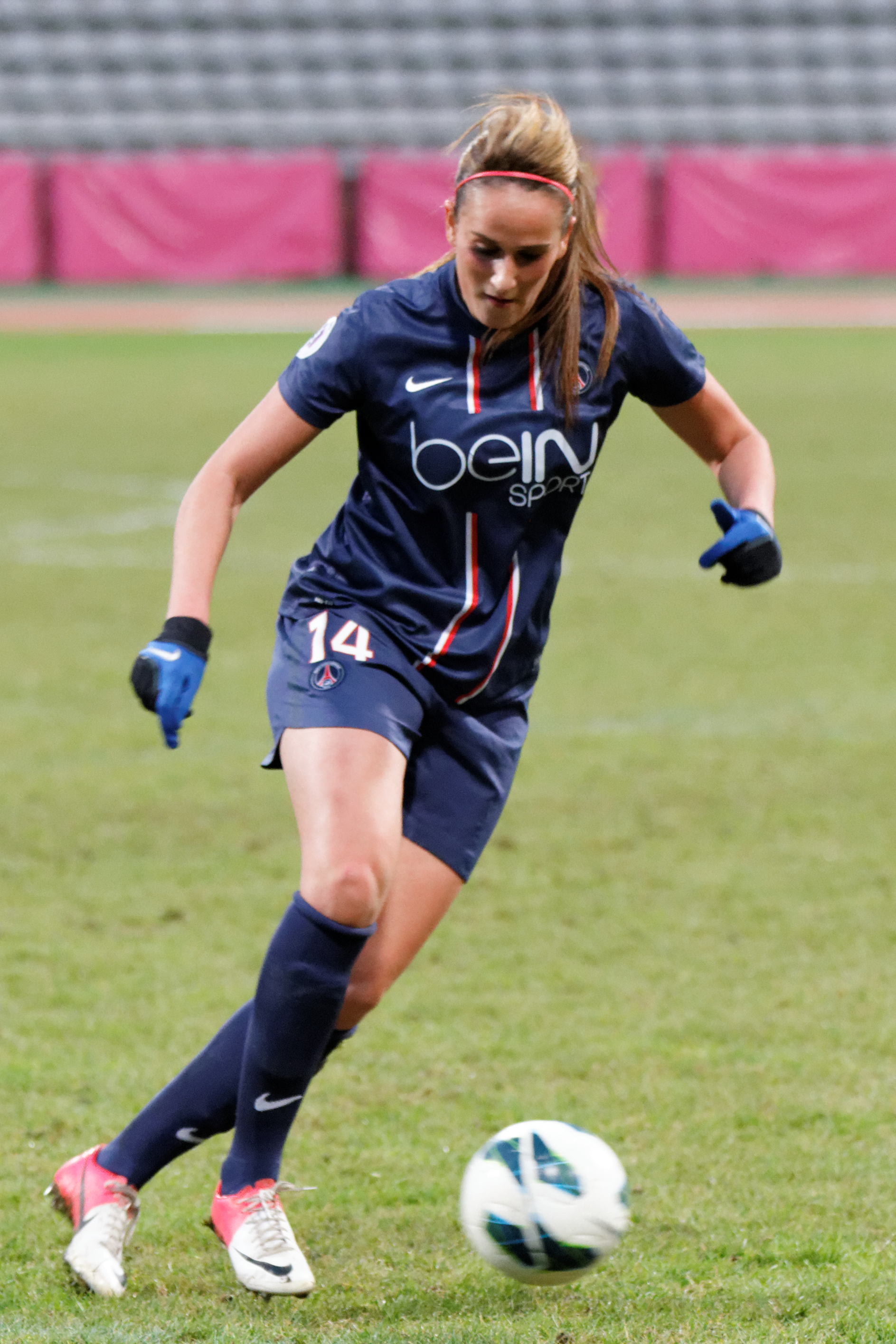
Hamraoui avec le PSG en décembre 2012.

À l'aube de la saison 2012-2013, QSI, le nouveau propriétaire qatari du PSG, a la volonté de professionnaliser l'équipe féminine pour atteindre le plus haut niveau. La direction fait signer aux 21 joueuses de l'effectif un contrat fédéral, l'équivalent d'un contrat professionnel, cas rare dans le football féminin. Une équipe capable de concurrencer notamment l'Olympique lyonnais, Juvisy et Montpellier, est formée en faisant venir plusieurs joueuses de niveau international ainsi qu'un nouvel entraîneur Farid Benstiti. Durant l'été 2012, Kheira Hamraoui rejoint donc le Paris Saint-Germain. Cette signature lui permet d’avoir un contrat de joueuse professionnelle,. Paris enchaîne de bons résultats. Face aux trois autres clubs importants du championnat, le PSG ne perd que deux fois, contre Lyon, et termine deuxième, avec 78 points, un record pour le PSG qui disputera ainsi la Ligue des champions la saison suivante. En Coupe de France, les Parisiennes s'arrêtent toutefois en demi-finales, battues par l'AS Saint-Étienne.
La saison 2013-2014 voit Kheira Hamraoui débuter en Coupe d'Europe. Le PSG tombe sur un cador dès le premier tour, le club suédois de Tyresö FF, et est éliminé. Paris parvient à se qualifier en finale de Coupe de France mais perd contre Lyon en finale, il termine également second derrière Lyon en championnat.
Le début de saison 2014-2015 du PSG en Division 1 est conforme aux attentes. Opposé au FC Twente lors des seizièmes de finale de Ligue des champions, Paris se qualifie au tour suivant grâce à deux victoires puis pour la première fois de son histoire en quarts de finale de Coupe d'Europe en éliminant Lyon. Le PSG garde sa seconde place en D1, qualificative pour l'Europe l'an prochain. En Coupe d'Europe, Paris élimine le club écossais de Glasgow City en quart de finale. En demi-finale, le PSG élimine le VfL Wolfsburg, double tenant du titre, et se qualifie en finale pour la première fois de son histoire. Opposées au 1. FFC Francfort, le 14 mai à Berlin, les Franciliennes s'inclinent finalement 1-2 dans le temps additionnel.
Durant la saison 2015-2016, les Parisiennes échouent à trois points de Lyon avec seulement une défaite sur toute la saison, face aux olympiennes. Après ce lourd revers reçu à Lyon (5-0), Farid Benstiti met Kheira Hamraoui à l'écart et déclare début mars 2016 : « Je l'ai remise en question, et elle s'est remise en question. On a beau avoir un fort potentiel, si on ne le met pas au service du collectif... Elle a mûri, est plus disciplinée. Si elle continue avec cet état d'esprit, elle est indiscutable ». Les Franciliennes réalisent également un beau parcours en Coupe de France et en Ligue des champions, éliminées à chaque fois en demi-finale respectivement par Montpellier et l'Olympique lyonnais.

### Titrée avec Lyon puis Barcelone
Le 1er juillet 2016, en fin de contrat au Paris SG, Kheira Hamraoui s'engage en faveur de l'Olympique lyonnais, en compagnie de trois autres joueuses du PSG : Jessica Houara, Kenza Dali et Caroline Seger. Le 1er juin 2017, l'Olympique lyonnais remporte sa quatrième Ligue des champions contre le Paris Saint-Germain.

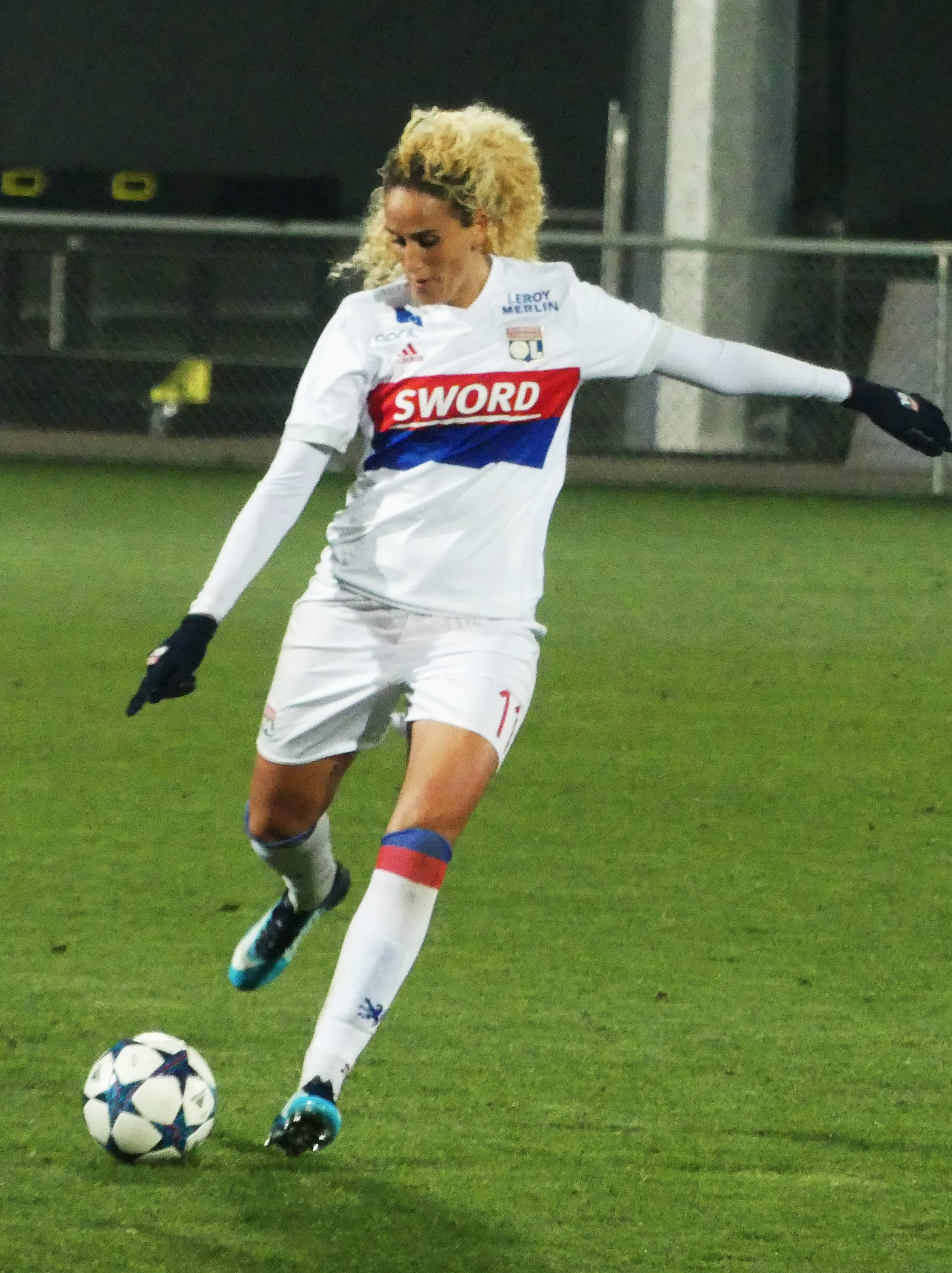
Hamraoui avec Lyon en décembre 2017.

Le 24 mai 2018, la section remporte son cinquième titre européen, le troisième consécutif face au VfL Wolfsburg (4-1 après prolongations). Grâce à cette nouvelle victoire, les Fenottes réalisent un double record : plus grand nombre de titres européens (cinq) et plus grand nombre de titres européens consécutifs (trois). En juin 2018, elle annonce son départ du club, et qu'elle souhaite évoluer à l'étranger. En deux saisons dans le Rhône, Hamraoui ne parvient pas à s’imposer même si elle joue davantage la seconde année.
Le 19 juin 2018, elle signe avec le FC Barcelone dans l'optique de retrouver une place de titulaire. Le 28 avril 2019, l'équipe catalane se qualifie pour sa première finale de Ligue des champions en éliminant le Bayern Munich.
Le 2 mai 2021, l'équipe se qualifie pour sa deuxième finale de Ligue des champions en éliminant le Paris Saint-Germain. Le 16 mai 2021, les joueuses remportent leur première Ligue des champions en battant Chelsea 0-4 en finale, devenant la première équipe féminine du championnat d'Espagne à l'emporter. Fin mai, le Barça féminin réussit le triplé historique en s'imposant contre Levante en finale de la Coupe de la Reine (4-2), après avoir soulevé la Coupe d'Europe et la Liga quelques semaines plus tôt.

### Retour au PSG
Le 15 juillet 2021, le PSG annonce son retour. Elle signe un contrat jusqu'en juin 2023.
En conflit avec son club et après plusieurs semaines de mise à l'écart, Kheira Hamraoui fait constater par huissier, le 9 septembre 2022, qu'elle s'entraîne toute seule et ce afin d'acter la situation. À partir du 20 septembre, elle réintègre l'effectif professionnel. Elle quitte le club librement à la fin de son contrat en juin 2023.

### Rebond au Club América
En septembre 2023, elle s'engage avec le Club América en signant un contrat jusqu'à la fin de la saison 2023 et espère rebondir au sein du championnat mexicain.
Le 20 décembre 2023, le Club América annonce par communiqué que Kheira Hamraoui n'a pas souhaitée prolonger son contrat pour la saison 2024.

### En équipe nationale
Kheira Hamraoui connaît sa première sélection en équipe de France A le 20 octobre 2012 lors du match amical contre l'Angleterre (2-2).
Avec les Bleues, elle remporte le Tournoi de Chypre 2014.
Elle participe au Mondial 2015 au Canada, où, avec les Bleues, elle échoue en quart de finale face à l’Allemagne aux penalties.
La Nordiste est titulaire lors des trois chocs de la tournée américaine des Bleues au début mars 2016, contre l'Allemagne (0-1), les États-Unis (0-1) et l'Angleterre (0-0).
Mi-avril 2016, Kheira Hamraoui inscrit son premier but international lors du match contre l'Ukraine, comptant pour la qualification à l'Euro 2017.
Elle n'est pas sélectionnée pour participer à l'Euro 2022 en Angleterre. 
En 2023, elle est convoquée par Corinne Diacre pour participer au tournoi de France.Le 15 février, elle revient en équipe nationale face au Danemark (1-0).
Elle n'est pas sélectionnée pour participer à la Coupe du Monde 2023 en Australie et en Nouvelle-Zélande.

## Agression (2021)
Le 4 novembre 2021, elle est victime d'un guet-apens : deux hommes cagoulés l'attaquent violemment au niveau des jambes avec une barre de fer. Elle manque un match avec son équipe et un rassemblement avec l'équipe de France. Après des suspicions sur une rivalité sportive avec sa collègue du Paris Saint-Germain Aminata Diallo qui est sortie libre après sa garde à vue, l'enquête s'oriente vers un règlement de comptes relatif à une relation passée avec l'ancien footballeur français Éric Abidal.  À l'époque où la joueuse évoluait au FC Barcelone, elle a entretenu une liaison avec Éric Abidal lorsqu'il était directeur sportif du club catalan. Dans l’enquête sur la violente agression subie par Kheira Hamraoui au soir du 4 novembre 2021 près de Paris, les enquêteurs de la police judiciaire de Versailles ont découvert, dans le téléphone de la victime, une puce au nom d’Abidal. Selon le communiqué de l’avocat d’Hayet Abidal, l'épouse d'Éric Abidal, c’est à la suite de cette information que ce dernier aurait “avoué” à son épouse sa relation avec Kheira Hamraoui.
En février 2022, ses coéquipières en équipe de France Marie-Antoinette Katoto et Kadidiatou Diani apportent leurs soutiens à Aminata Diallo en célébrant un but.
Le 14 septembre 2022, le parquet de Versailles annonce que trois hommes âgés d'une vingtaine d'années ont été interpellés et placés en garde à vue,. Un quatrième suspect est arrêté le lendemain. Dans le cadre de l'enquête, Aminata Diallo est arrêtée le 16 septembre et placée à nouveau en garde à vue,. La piste d'une rivalité entre les deux joueuses du PSG serait au cœur de l'affaire. Les cinq suspects sont mis en examen pour violences aggravées et association de malfaiteurs. Aminata Diallo, désignée comme « commanditaire des violences pour lui permettre d'occuper le poste de la victime lors des compétitions à venir », est placée en détention provisoire à la maison d'arrêt de Versailles,. Le 21 septembre, elle est remise en liberté sous contrôle judiciaire.
L'affaire prend une autre tournure avec les révélations du journal Le Parisien qui a eu accès au dossier. On apprend que les faits dépassent largement le cadre de l'agression de Kheira Hamraoui. Ainsi, l’agent de Marie-Antoinette Katoto et de Aminata Diallo, un certain César M. aurait conditionné la signature de sa protégée, à une autre joueuse dont il s’occupe. Il s'agissait d'Aminata Diallo. De plus, l'agent aurait aussi selon Le Parisien conditionné la venue de Katoto au départ de Hamraoui. Par ailleurs, ce même César M. aurait tenté de faire chanter Ulrich Ramé (directeur sportif du PSG de l’époque) afin d’obtenir la prolongation de contrat de Diallo, en le menaçant de dévoiler un scandale sexuel dont Didier Ollé-Nicolle, (ancien entraîneur) aurait été le principal acteur. De même, Le Parisien révèle des menaces très ciblées envers Corinne Diacre, sélectionneuse de l'équipe de France féminine par le duo César/Diallo,,,. En mars 2023, César Mavacala est mis en examen pour « extorsion en bande organisée ». Il est accusé d'avoir utilisé la contrainte et des menaces, pour obtenir la fin de contrat de l’entraîneur Didier Ollé-Nicolle et un nouveau contrat de trois ans pour Marie-Antoinette Katoto.

## Style de jeu
Elle évolue au poste de milieu de terrain offensive à ses débuts, avant que son entraîneur au Paris Saint-Germain Farid Benstiti ne la repositionne milieu défensive.

## Statistiques

### En club
| Saison                | Club                  | Championnat           | Championnat | Championnat | Coupe(s) nationale(s) | Coupe(s) nationale(s) | Supercoupe | Supercoupe | Compétition(s) continentale(s) | Compétition(s) continentale(s) | Compétition(s) continentale(s) | Total | Total |
| Saison                | Club                  | Division              | M.          | B.          | M.                    | B.                    | M.         | B.         | Comp.                          | M.                             | B.                             | M.    | B.    |
| 2006-2007             | CNFE Clairefontaine   | Division 1            | 11          | 1           | -                     | -                     | -          | -          | -                              | -                              | -                              | 11    | 1     |
| 2007-2008             | FCF Hénin-Beaumont    | Division 1            | 15          | 5           | -                     | -                     | -          | -          | -                              | -                              | -                              | 15    | 5     |
| 2008-2009             | RC Saint-Étienne      | Division 1            | 17          | 10          | 2                     | 1                     | -          | -          | -                              | -                              | -                              | 19    | 11    |
| 2009-2010             | AS Saint-Étienne      | Division 1            | 21          | 8           | -                     | -                     | -          | -          | -                              | -                              | -                              | 21    | 8     |
| 2010-2011             | AS Saint-Étienne      | Division 1            | 16          | 9           | 5                     | 2                     | -          | -          | -                              | -                              | -                              | 21    | 11    |
| 2011-2012             | AS Saint-Étienne      | Division 1            | 20          | 3           | 2                     | 1                     | -          | -          | -                              | -                              | -                              | 22    | 4     |
| Sous-total            | Sous-total            | Sous-total            | 57          | 20          | 7                     | 3                     | -          | -          | -                              | -                              | -                              | 64    | 23    |
| 2012-2013             | Paris Saint-Germain   | Division 1            | 19          | 6           | 4                     | 2                     | -          | -          | -                              | -                              | -                              | 23    | 8     |
| 2013-2014             | Paris Saint-Germain   | Division 1            | 17          | 1           | 3                     | 1                     | -          | -          | C1                             | 0                              | 0                              | 20    | 2     |
| 2014-2015             | Paris Saint-Germain   | Division 1            | 19          | 2           | 3                     | 1                     | -          | -          | C1                             | 7                              | 1                              | 29    | 4     |
| 2015-2016             | Paris Saint-Germain   | Division 1            | 12          | 1           | 4                     | 1                     | -          | -          | C1                             | 4                              | 0                              | 20    | 2     |
| Sous-total            | Sous-total            | Sous-total            | 67          | 10          | 14                    | 5                     | -          | -          | -                              | 11                             | 1                              | 92    | 16    |
| 2016-2017             | Olympique lyonnais    | Division 1            | 9           | 0           | 4                     | 3                     | -          | -          | C1                             | 1                              | 0                              | 14    | 3     |
| 2017-2018             | Olympique lyonnais    | Division 1            | 18          | 7           | 4                     | 7                     | -          | -          | C1                             | 5                              | 0                              | 27    | 14    |
| Sous-total            | Sous-total            | Sous-total            | 27          | 7           | 8                     | 10                    | -          | -          | -                              | 6                              | 0                              | 41    | 17    |
| 2018-2019             | FC Barcelone          | Primera División      | 24          | 1           | 3                     | 1                     | -          | -          | C1                             | 7                              | 2                              | 34    | 4     |
| 2019-2020             | FC Barcelone          | Primera División      | 17          | 2           | 3                     | 1                     | 0          | 0          | C1                             | 5                              | 1                              | 25    | 4     |
| 2020-2021             | FC Barcelone          | Primera División      | 25          | 3           | 3                     | 0                     | 1          | 0          | C1                             | 6                              | 0                              | 35    | 3     |
| Sous-total            | Sous-total            | Sous-total            | 66          | 6           | 9                     | 2                     | 1          | 0          | -                              | 18                             | 3                              | 94    | 11    |
| 2021-2022             | Paris Saint-Germain   | Division 1            | 13          | 0           | 3                     | 1                     | -          | -          | C1                             | 3                              | 0                              | 19    | 1     |
| 2022-2023             | Paris Saint-Germain   | Division 1            | 14          | 0           | 5                     | 1                     | -          | -          | C1                             | 6                              | 0                              | 25    | 1     |
| Sous-total            | Sous-total            | Sous-total            | 27          | 0           | 8                     | 2                     | -          | -          | -                              | 9                              | 0                              | 44    | 2     |
| 2023-2024             | Club América          | Liga MX               | 11          | 0           | -                     | -                     | -          | -          | -                              | -                              | -                              | 11    | 0     |
| Sous-total            | Sous-total            | Sous-total            | 11          | 0           | 0                     | 0                     | -          | -          | -                              | -                              | -                              | 11    | 0     |
| Total sur la carrière | Total sur la carrière | Total sur la carrière | 298         | 59          | 48                    | 23                    | 1          | 0          | -                              | 44                             | 4                              | 391   | 86    |

### En sélection
| Sélection | Année | Statistiques | Statistiques |
| Sélection | Année | Matchs       | Buts         |
| --------- | ----- | ------------ | ------------ |
| France    | 2012  | 1            | 0            |
| France    | 2013  | 0            | 0            |
| France    | 2014  | 10           | 0            |
| France    | 2015  | 12           | 0            |
| France    | 2016  | 12           | 3            |
| France    | 2017  | 0            | 0            |
| France    | 2018  | 0            | 0            |
| France    | 2019  | 1            | 0            |
| France    | 2020  | 0            | 0            |
| France    | 2021  | 0            | 0            |
| France    | 2022  | 3            | 0            |
| France    | 2023  | 2            | 0            |
| Total     | Total | 41           | 3            |

## Palmarès

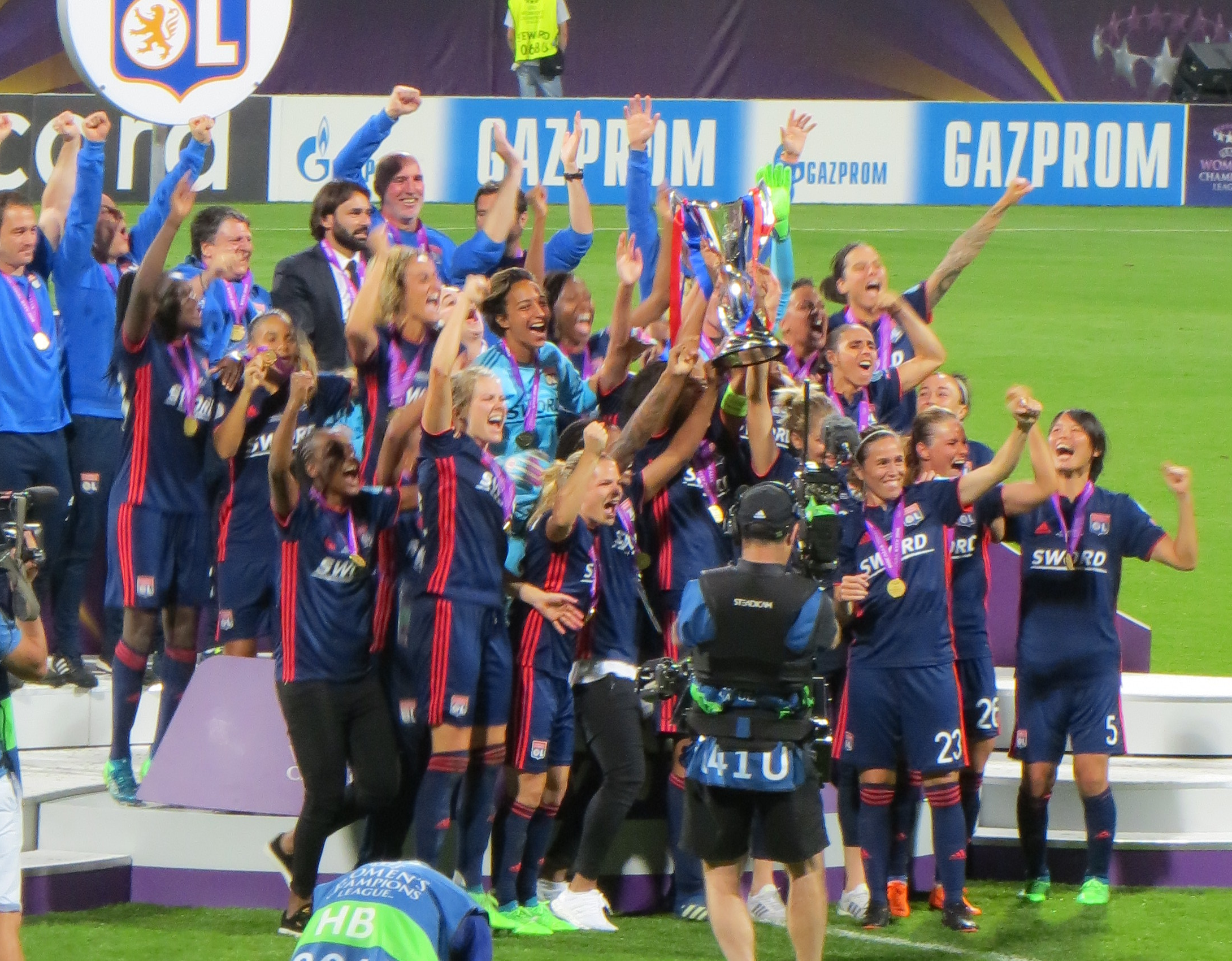
L'Olympique lyonnais sacré en Ligue des champions 2018.

En 2020-2021, avec le FC Barcelone, Kheira Hamraoui remporte la Ligue des champions, après la finale perdue en 2019, ainsi que la Coupe de la Reine et la Liga.
| Européen | France | Espagne |
| --- | --- | --- |
| - Ligue des champions (3) - Vainqueur : 2017, 2018 (OL) et 2021 (Barça) - Finaliste : 2015 (PSG) et 2019 (Barça) | - Championnat de France (2) - Champion : 2017 et 2018 (OL) - Vice-champion : 2013, 2014, 2015 et 2016 (PSG) - Coupe de France (2) - Vainqueur : 2011 (ASSE) et 2017 (OL) - Finaliste : 2014 (PSG) et 2018 (OL) | - Championnat d'Espagne (2) - Champion : 2020 et 2021 (Barça) - Coupe d'Espagne (2) - Vainqueur : 2020 et 2021 (Barça) - Supercoupe d'Espagne (1) - Vainqueur : 2020 (Barça) |